# 第二次西西里奴隶起义
第二次西西里奴隶起义（拉丁語：Secundum Bellum Servile）是一次发生在西西里针对罗马共和国的失败起义，因西西里总督受贿中止释放奴隶而爆发于公元前104年，结束于前100年。
当罗马执政官盖乌斯·马略在山南高卢对抗辛布里人时，由于兵源不足甚至还向罗马东方亚细亚行省附近的尼科美德三世国王请求支援。而罗马的意大利同盟难以提供充足的部队则是由于罗马包税商将许多无力偿还债务的人贬为奴隶。因此马略颁布法令要求任何与罗马结盟/友好的城市的沦为奴隶的人都应被释放。
大约有800名意大利奴隶在西西里被释放，这刺激了原先以为自己也能被释放的非意大利奴隶，其中有许多人从奴隶主处逃亡。叛乱首先爆发生在地方官要求逃亡奴隶返回奴隶主处时，一个名叫萨维阿斯的奴隶步上了攸努斯的后尘，领导了这次叛乱。他号称特里丰（英語：Tryphon)，此名来自一个塞琉古统治者狄奥多特·特里丰。
后来，起义军与雅典尼昂领导的另一支起义队伍在特里奥卡拉城汇合，达3万人，并定都于此，设立民众大会和议事会。起义军及後转战西西里各地，但屡被罗马軍擊败。特里丰死后，雅典里昂统率全军。公元前101年，雅典里昂在决战中阵亡。其余部下坚持战斗，但最终戰败。